# Río Lézarde
El Río Lézarde (en francés: Rivière Lézarde) es un río de 35,59 kilómetros de largo, que fluye en el centro-oeste de la isla de Martinica y riega las ciudades de Gros - Morne y Lamentin. Es el río más grande de la isla, la cual políticamente es un departamento de ultramar francés en el mar Caribe.
Con origen en la vertiente oriental de Morne Lorrain , al noreste de la Pitons de Carbet , el Lézarde desemboca en el Mar Caribe en Cohé Lamentin en la bahía de Fort de France , al norte del Aeropuerto Internacional de Martinica Aimé Césaire . Su cuenca, con una superficie de 116 km² , es la más grande de Martinica con unos 520 km de ríos y barrancos que abarcan siete municipios : Le Lamentin , Saint-Joseph , Le Robert, Gros Morne , Fort -de -France, Schoelcher y Fonds -Saint - Denis .
En el pasado era frecuentado por los manatíes, animal que ha desaparecido de allí.